# Вицо, Неманья
Неманья Вицо (серб. Немања Вицо; род. 19 ноября 1994, Котор) — сербский ватерполист, игрок сборной Сербии. Чемпион Олимпийских игр 2024 годов, чемпион Европы (2018 года).

## Карьера
На клубном уровне Неманья Вицо играл за «Приморак Котор». С 2012 по 2016 годы проходил обучение в Белграде и играл за ВК «Партизан Белград», с которым дважды становился чемпионом Сербии. После этого выступал за клубы в Греции и Италии. В 2024 году вернулся в «Приморак Котор».
С 2016 года привлекается к игре в национальной сборной страны.
В 2018 году на чемпионате Европы в Барселоне в составе сборной Сербии стал чемпионом. В 2019 году Неманья принял участие в чемпионате мира в Кванджу, где сборная Сербии заняла пятое место, проиграв испанцам в четвертьфинале.
На Олимпийских играх 2024 года в Париже сербы в финале встретились с Хорватией и победили 13-11. Неманья Вицо, забив в финале гол, стал чемпионом Олимпийских игр.